# سوسیالیسم عربی
سوسیالیسم عربی (عربی: الاشتراكية العربية) یک ایدئولوژی سیاسی حاصل ادغام پان عربیسم و سوسیالیسم است. این ایدئولوژی از سنت گسترده تر سوسیالیسم در جهان عرب متمایز می‌شود. اصطلاح سوسیالیسم عربی نخستین بار توسط میشل عفلق بنیانگذار اصلی بعثیسم و حزب عربی سوسیالیستی بعث ابداع شد تا با استفاده از آن نسخه ایدئولوژی سوسیالیستی خود را از جنبش بین‌المللی سوسیالیستی متمایز کند.

## پیشینه
میشل عفلق از بیانگذاران حزب بعث و اندیشه بعثی اصطلاح سوسیالیسم عربی را ابداع کرد. سوسیالیسم از اصول محوری و مهم در اندیشه بعثی بود و موضوع در شعار حزب «وحدت، آزادی، سوسیالیسم» برجسته شده بود. با این وجود کاربرد اصطلاح سوسیالیسم عربی توسط عفلق کاربرد معمول و متداول سوسیالیسم را ندارد و نسخه پیشنهادی وی ترکیبی از سوسیالیسم و ناسیونالیسم عربی است. در بیانیه‌ای که عفلق در ۱۹۴۶ منتشر کرده بیان می‌کند که «ناسیونالیست‌های عرب سوسیالست هستند»، از این رو «ناسازگاری، تضاد یا درگیری میان ناسیونالیست‌ها و سوسیالیست‌ها وجود ندارد». سوسیالیسم برای پروژه وحدت و آزادی جهان عرب سودمند است و به همین دلیل وی معتقد بود که مبارزه برای اتحاد و آزادی عرب همانند مبارزه برای سوسیالیسم است، و در واقع این  دو، دو روی یک سکه هستند. هدف جنبش آزادی بخش عربی مبارزه با امپریالیسم، اعتراض به طبقات مسلط، و مبارزه برای عدالت اجتماعی است. وی همچنین معتقد بود که مسئله سیاسی اقتصادی از موضوعات مهم زندگی ما است، اما این موضوع با موضوع بزرگتر و مهم تر ناسیونالیسم ارتباط دارد و «ما سوسیالیسم را برای خدمت به ناسیونالیسم می خواهیم».